# Stazione di Milano Porta Nuova (1850)
La stazione di Milano Porta Nuova era la stazione ferroviaria di testa da cui partiva la linea ferroviaria per Como. La stazione, inaugurata nel 1850, sostituì la precedente eretta nel 1840 da cui si irradiava la linea Milano-Monza.
Il fabbricato viaggiatori, dismesso dal 1864, sorge tuttora sulla via Melchiorre Gioia, lungo quella che era l'alzaia del Naviglio della Martesana, poi coperto. Oggi è sede della Guardia di Finanza.

## Storia

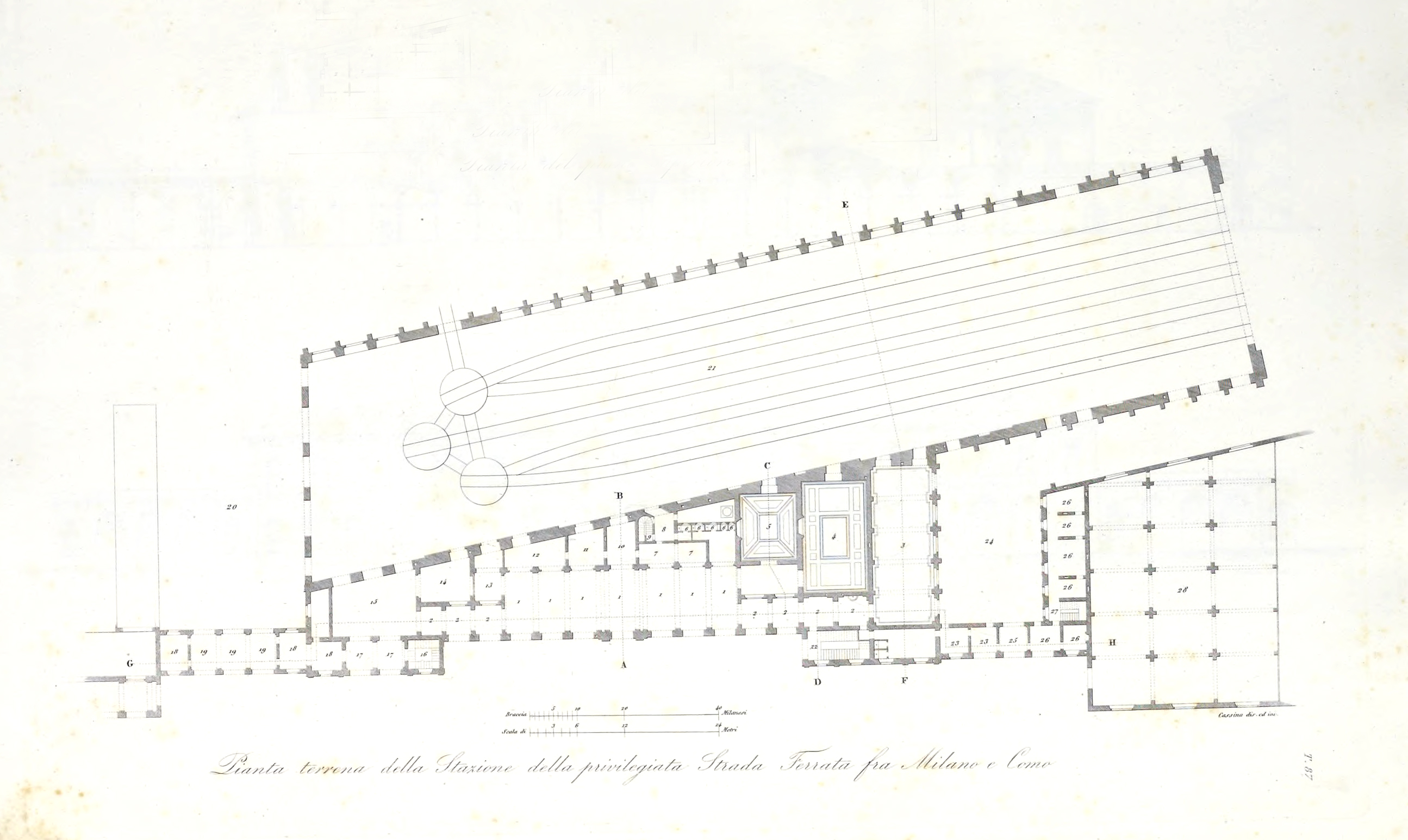
Pianta del fabbricato viaggiatori e dei binari (1859).

La stazione fu inaugurata nel 1850 durante l'amministrazione del Lombardo-Veneto in sostituzione della omonima e adiacente stazione originaria del 1840 della linea Milano-Monza, divenuta insufficiente a smistare l'aumentato traffico creatosi dopo il prolungamento della linea fino a Como.
Progettista del complesso fu inizialmente il francese Alfredo Lecointe, ingegnere capo della linea Milano-Como, che nel 1846 disegnò uno scalo a 5 binari sormontati da un'ampia tettoia in legno lunga 120 metri e larga 27. L'area scelta per il nuovo scalo era una vasta striscia di terreno fra la già esistente strada ferrata e il naviglio della Martesana. Verso la fine del 1847 venivano terminate le fondazioni del fabbricato viaggiatori. Sempre nel 1847 un secondo architetto, il milanese Stabili, abbozzava il disegno della facciata verso la Martesana. 
Nel 1848 l'ingegnere in capo Lacointe si ritirò e al suo posto fu nominato l'ingegner Canzio Canzi che affidò all'ingegner Achille Jodani il progetto definitivo, che si sviluppava sul lavoro di Stabili con alcune modifiche nelle decorazioni e la sostituzione delle capriate progettate da Lacointe.
Le opere di costruzione ripresero dopo i fatti del '48 nella primavera del 1849 e il 24 giugno 1850 la nuova stazione venne inaugurata.
Scriveva il milanese Ignazio Cantù nel 1853 che «[la stazione] arresta soprattutto per la straordinaria vastità del suo portico murato ai fianchi, e sopraccoperto da arditissimo tetto».
Nel 1858 divenne capolinea anche della linea per Magenta.
La stazione restò in servizio pochi anni: infatti nel 1864 il nodo ferroviario milanese fu concentrato per tutte le linee ferroviarie in un'unica grande stazione centrale, rendendo superflui i due vecchi capilinea passeggeri. La stazione di Porta Nuova venne utilizzata per il traffico merci fino al 1º gennaio 1873, quindi fu dismessa e l'edificio adibito a sede della dogana ferroviaria. Attualmente ospita un comando della Guardia di Finanza.